# Strážek
Strážek település Csehországban, a Žďár nad Sázavou-i járásban. Strážek Radkov, Vratislávka, Žďárec, Radňoves, Blažkov, Bukov, Drahonín, Dolní Rožínka, Dolní Libochová, Moravecké Pavlovice, Moravec, Nová Ves és Mirošov településekkel határos. Lakosainak száma 853 fő (2024. január 1.).

## Népesség
A település lakosságának változását az alábbi diagram mutatja:
| Lakosok száma | 1566 | 1605 | 1517 | 1218 | 967  | 909  | 835  | 837  | 875  | 853  |
|               | 1869 | 1900 | 1921 | 1961 | 1980 | 2011 | 2016 | 2019 | 2021 | 2024 |